# 1997 في الأردن
فيما يلي قوائم الأحداث التي وقعت خلال عام 1997 في الأردن.

## سياسة
- الملك: الحسين بن طلال
- ولي العهد: الحسن بن طلال
- رئيس الوزراء:

- عبدالكريم الكباريتي حتى 18 مارس 1997 
- عبد السلام المجالي

- رئيس مجلس النواب: سعد هايل السرور[2]